# Picea asperata
Picea asperata, llamada pícea de dragón (; chino: Yun Shan) es una Picea nativa de China occidental, desde el este de Qinghai, el sur de Gansu y suroeste de Shaanxi, hasta el sur y oeste de Sichuan.

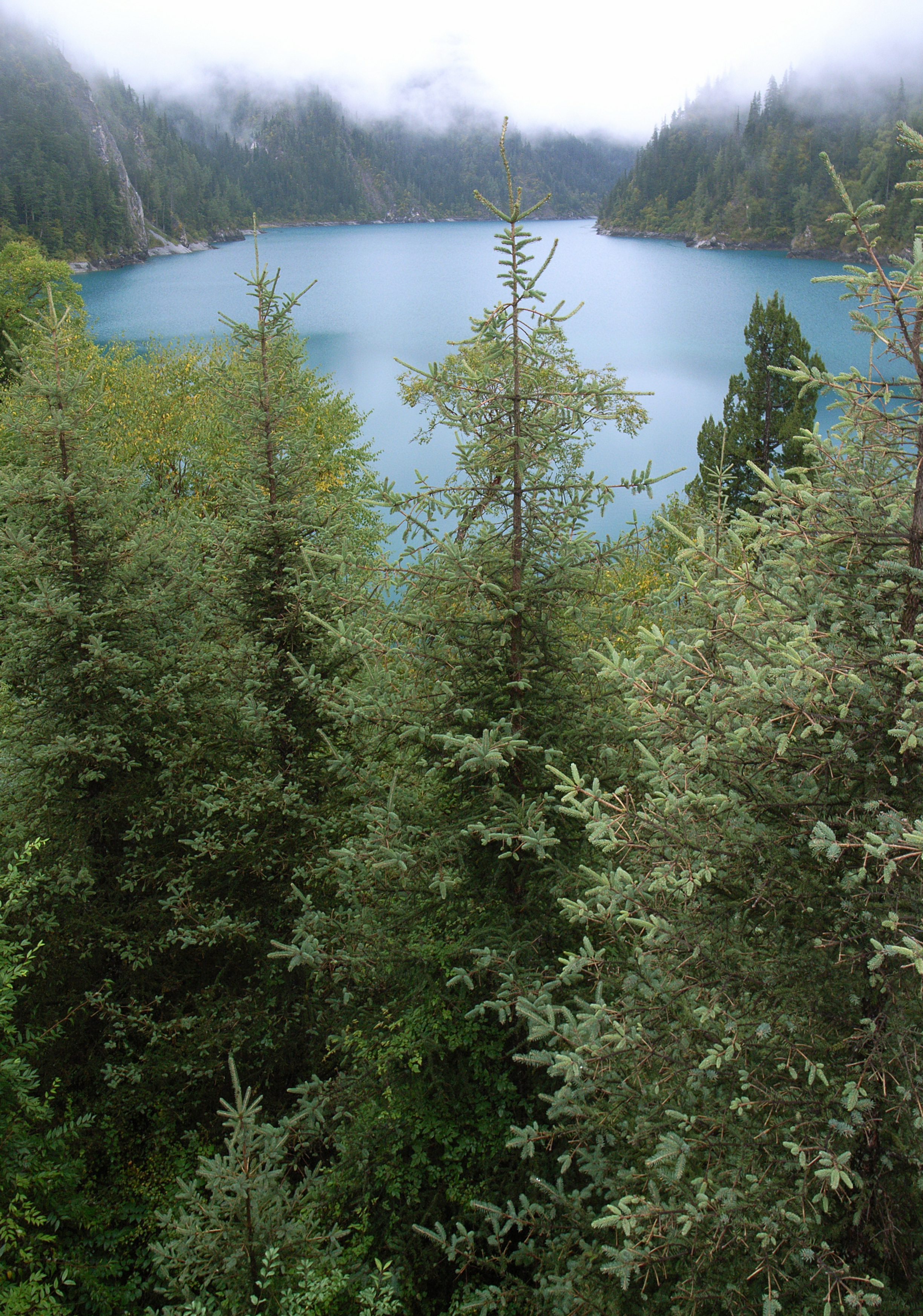
En su hábitat

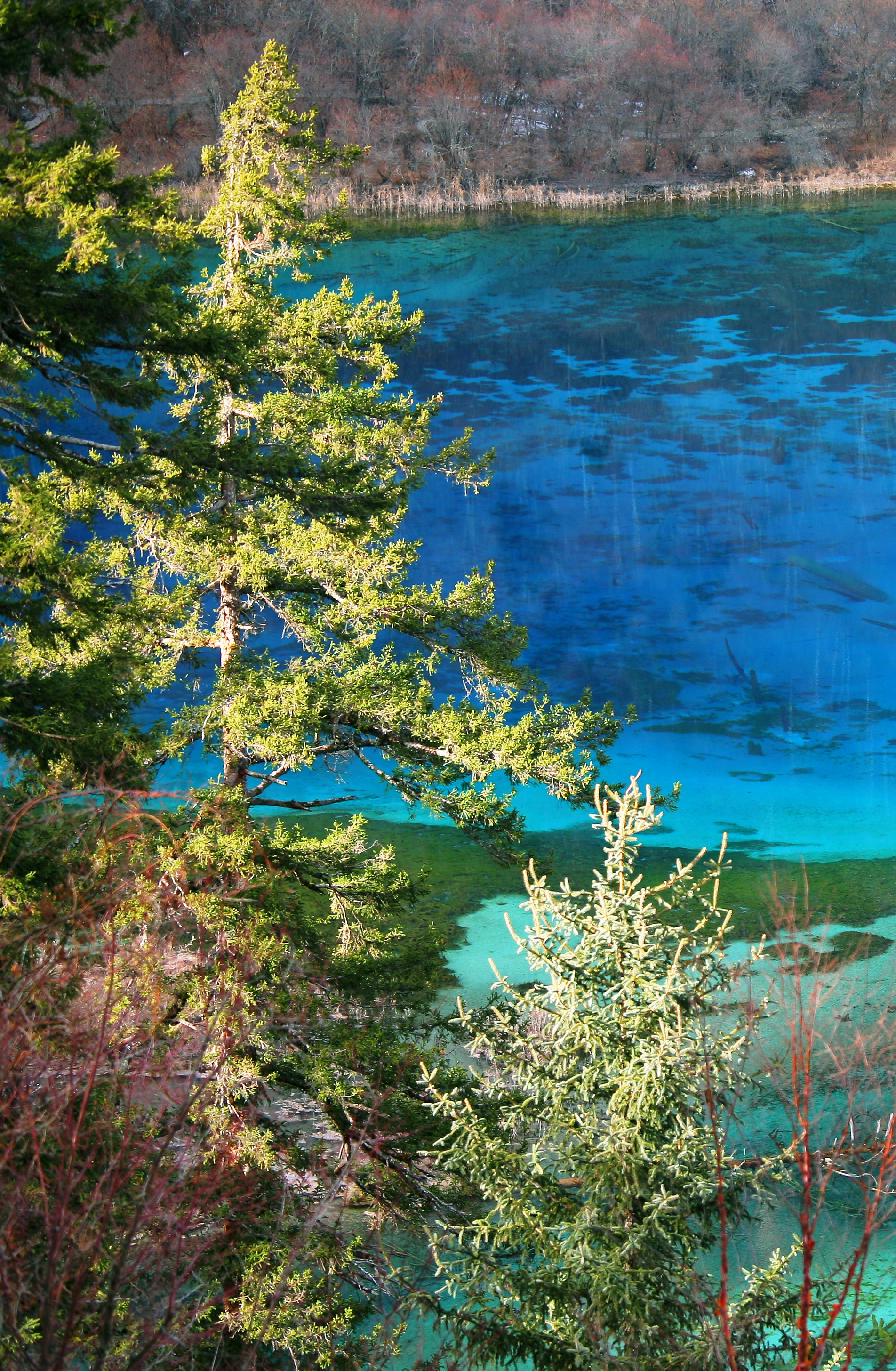
Vista del árbol

## Características
Árbol perennifolio de tamaño mediano, entre 25 a 40 m de altura, cuyo tronco puede alcanzar un diámetro de más de 1,5 m. Los brotes de color marrón anaranjado con pubescencia dispersa. Las hojas, en forma de aguja, miden 1 a 2,5 cm de largo, de sección romboidal, gris verdosas a azul verdosas y con visibles líneas de estomas. Los conos son cilindro-cónicos de 6 a 15 cm de largo por 2 a 3 de ancho. Maduran de 5 a 7 meses después de la polinización, adquiriendo un color marrón claro y presentan prominentes escamas duras y de forma redondeada.

## Conservación
La especie no se considera amenazada (en 2010), pero las últimas cifras de población han ido decreciendo debido a la deforestación causada por la industria maderera china.

## Usos
P. asperata se cultiva en ocasiones como árbol ornamental en Europa y Norteamérica.

## Taxonomía
Picea asperata fue descrita por Maxwell Tylden Masters y publicado en Journal of the Linnean Society, Botany 37(262): 419–420. 1906.
Etimología
Picea; nombre genérico que es tomado directamente del Latín pix = "brea", nombre clásico dado a un pino que producía esta sustancia
asperata: epíteto latíno que significa "rugosa".
Variedades
Es una especie variable con varias variedades registradas. Estas fueron descritas por primera vez como especies diferentes (y aún son tratadas como tales por algunos autores), aunque difieren solamente en detalles menores y en algunas no se pueden distinguir las diferencias si se examina una población más extensa.
- Picea asperata var. asperata. Conos 6-12 cm; escamas del cono con ápice redondeado.
- Picea asperata var. aurantiaca (sin. P. aurantiaca). Brotes de color naranja.
- Picea asperata var. heterolepis (syn. P. heterolepis). Brotes sin pubescencia; escamas de los conos con ápice romboidal.
- Picea asperata var. ponderosa. Conos de 12 a 15 cm.
- Picea asperata var. retroflexa (syn. P. retroflexa). Brotes amarillentos.

Sinonimia
- Picea asperata var. asperata[7]